# Autocles (comandant)
Autocles (en grec antic Aὐτοκλῆς) fou un comandant atenenc, fill de Tolmeu, que va viure al segle v aC.
Va ser un dels generals que va dirigir l'expedició a Citera el 424 aC. Junt amb els seus dos companys, Nícies i Nicòstrat, va ratificar, per part d'Atenes, la treva que el 423 aC es va establir durant un any amb Esparta, segons Tucídides a la Història de la guerra del Peloponès.